# Pleuracanthodii
I Pleuracantodi (Pleuracanthodii Cope, 1889) sono un ordine estinto di condroitti.